# Skrzydłowarg ochronny
Skrzydłowarg ochronny (Pterinochilus lapalala) – gatunek pająka z rodziny ptasznikowatych. Endemit Południowej Afryki.

## Taksonomia
Gatunek ten opisany został po raz pierwszy w 2011 roku przez Richarda C. Gallona i Iana Engelbrechta na łamach „Bulletin of the British Arachnological Society”. Jako lokalizację typową wskazano wzgórze na północ od Lapalala Wilderness School w Waterbergu, na obszarze Lapalala Private Nature Reserve w południowoafrykańskiej prowincji Limpopo. Epitet gatunkowy nadano na cześć wspomnianej szkoły w uznaniu jej wkładu w ochronę lokalnej przyrody. Do tego samego nawiązano również polskojęzycznym epitetem gatunkowym.

## Morfologia
Samce osiągają od 28,6 do 30,9 mm długości ciała przy prosomie długości od 12,5 do 13,2 mm i szerokości od 11,2 do 11,5 mm. Samice natomiast osiągają od 37,1 do 42,9 mm długości ciała przy prosomie długości od 14,1 do 15,5 mm i szerokości od 11,6 do 13,3 mm.
Karapaks jest niski, szarobeżowy ze słabo zaznaczonymi jaśniejszymi liniami rozchodzącymi się promieniście. Jamka karapaksu jest głęboka i poprzeczna. Szczękoczułki są szarobeżowe ze złocistymi elementami na wierzchu i mają po od 8 do 11 zębów na krawędziach bruzd. Na tylno-bocznej powierzchni szczękoczułka leży skopula z dobrze wykształconych szczecinek pierzastych o funkcji strydulacyjnej, współpracująca z niepodzieloną skopulą podobnych szczecinek na przednio-bocznej powierzchni krętarza nogogłaszczka. Kuspuli na wardze dolnej jest od kilkunastu do niespełna 30, podczas gdy na szczękach między 90 a 140. Sternum jest szarobeżowe. Barwa odnóży jest szarobeżowa, na wierzchu ze złocistym odcieniem. Skopule na nadstopiach i stopach pary od pierwszej do trzeciej są niepodzielone. Na ostatniej parze stóp są częściowo, a na ostatniej parze nadstopi całkowicie podzielone wzdłużnym pasmem sztywnych szczecinek. U samca goleń odnóża pierwszej pary ma hak zbudowany z długiej apofizy prowentralnej dystalnej, zaopatrzonej w długi, zakrzywiony i przednio-brzuszno sterczący kolec. Nadstopie pierwszej pary samca jest wyprostowane, a uda pary trzeciej niepowiększone.
U samicy opistosoma (odwłok) ma na wierzchu słabo zaznaczony wzór z ciemniejszych pasków, kropek i siatkowania, u samca wzór ten jest trudno dostrzegalny, a owłosienie bardziej wełniste. Spód opistosomy jest żółtobrązowy z nielicznymi ciemnymi kropkami. Na tylnej krawędzi skutum epigastrycznego występuje szereg krótkich, zakrzywionych szczecinek.
Nogogłaszczki samca mają bulbus o tegulum niekiedy tylno-bocznie u nasady embolusa rozdętym. Sam embolus jest przysadzisty u podstawy i nitkowaty w części odsiebnej; u części okazów jest wskutek braku kilów owalny na przekroju, u innych ma pojedynczy kil o spiralnym przebiegu, biorący początek u podstawy i kończący się po brzusznej stronie w ⅓ długości. Genitalia samicy zawierają jedną parę spermatek, każda o wąskim i wydłużonym, w przekroju spłaszczonym korpusie oraz pojedynczym, zaokrąglonym płacie końcowym.

## Ekologia i występowanie
Pająk ten prawdopodobnie jest wyspecjalizowanym gatunkiem naskalnym. Zasiedla skaliste stoki o różnym stopniu nachylenia, porośnięte roślinnością zdominowaną przez drzewa Acacia nigrescens, oliwkę europejską i Papea cappensis oraz trawę Heteropogon contortus. Bytuje pod luźnymi kamieniami i skałami. Wytwarza chaotyczne, płachtowate sieci łowne, jako schronienie wykorzystując szczeliny skalne lub glebowe.
Samica wytwarza kokon jajowy, z którego wylęga się około 70 młodych.
Gatunek afrotropikalny, endemiczny dla Południowej Afryki, znany z dwóch stanowisk w dystrykcie Waterberg w paśmie górskim Waterberg. Najdalej na południe występujący przedstawiciel rodzaju.